# مونیکا کلهون
مونیکا کلهون (انگلیسی: Monica Calhoun؛ زادهٔ ۲۹ ژوئیهٔ ۱۹۷۱) یک هنرپیشه اهل ایالات متحده آمریکا است. وی از سال ۱۹۸۴ میلادی تاکنون مشغول فعالیت بوده‌است.